# Statele Papale
Statele Papale (nume alternative: Statul Papal, Statele Bisericii sau Statele Pontificale; în italiană Stato Pontificio; Stato della Chiesa; Stati della Chiesa; Stati Pontifici; Stato Ecclesiastico; în latină Patrimonium Petri; Status Pontificius; Dicio Pontificia) au fost o entitate politică importantă din Italia din secolul al VI-lea d.Hr. până când Peninsula Italică a fost unificată în 1861 de Regatul Sardiniei. Statele Papale au continuat să existe, într-o formă mai puțin extinsă teritorială, până în 1870. Entitatea succesoare a Statelor Papale este Vaticanul, începând din 1929.

## Istorie

### Origini
Biserica nu a putut deține proprietăți în Imperiul Roman până la recunoașterea oficială a cultului în timpul împăratului Constantin cel Mare. La începutul Evului Mediu, proprietatea privată a Bisericii a crescut în mod considerabil.
Atât în partea continentală a Italiei, cât și în provincii, Biserica a avut numeroase terenuri în proprietate privată, nu ca entitate suverană. Atunci când în secolul al V-lea Peninsula Italică a trecut sub controlul lui Odoacru, mai întâi, apoi al ostrogoților, organizația bisericească din Italia, în frunte cu episcopul de la Roma, obligată de noile conjuncturi, acceptă autoritatea temporală (lumească) și suverană a noilor stăpâni, în timp ce începe să-și afirme supremația spirituală. 
În secolul al VI-lea, Imperiul Roman de Răsărit a recucerit Italia, înlocuind structurile politice și economice ale țării stabilite inițial de ostrogoți. Până în secolul al VII-lea, autoritatea bizantină a fost în mare parte limitată la un coridor diagonal de funcționare (de la Ravenna până la Roma), plus câteva enclave aflate la țărm.
Cu puterea bizantină simțindu-se mai eficace în nord-estul teritoriului italian, episcopul Romei, ca cel mai mare latifundiar și figura cea mai prestigioasă din Italia, a început să-și asume responsabilitatea de a controla acolo unde bizantinii au fost în imposibilitatea de a-și exercita autoritatea în zonele din jurul orașului Roma. În timp ce episcopii de la Roma au rămas cetățeni bizantini, de fapt, Ducatul Romei (încorporând o bună parte din regiunea actuală Lazio) a devenit independent, papii fiind suveranii acestui stat. 
Independența Bisericii, combinată cu sprijinul populației din Italia pentru papalitate, a permis diferiților papi să sfideze unele decizii ale împăratului bizantin (de exemplu, papa Grigore al II-lea l-a excomunicat pe împăratul Leon al III-lea Isaurianul). Cu toate acestea, papa și guvernatorul bizantin de la Ravenna încă au lucrat împreună pentru a menține sub control puterea în creștere a longobarzilor în Italia. Pe măsură ce puterea bizantină slăbea, papalitatea a avut un rol tot mai important în apărarea Romei, de obicei prin diplomație. În practică, eforturile papale s-au concentrat pe observarea atentă a extinderii longobarde asupra autorității guvernatorului bizantin de la Ravenna. Punctul culminant în fondarea Statelor Papale a fost acordul pentru stabilirea hotarelor, cuprins în Donația din Sutri din anul 728, semnată de regele longobard Liutprand și de papa Grigore al II-lea.

### Donația lui Pepin
Când Exarhatul Ravennei a fost desființat de longobarzi în 751 d.C., Ducatul Romei a fost complet izolat de Imperiul bizantin, din care acesta a fost, teoretic, încă parte. Până la acea dată, papii au purtat tratative cu francii pentru a obține sprijinul lor. În anul 751 papa Zaharia l-a uns rege pe Pepin cel Scurt (primul monarh carolingian), deposedându-l pe Childeric al III-lea (reprezentantul merovingienilor) de ultimele urme ale puterii lui. Următorul papă, Ștefan al II-lea, i-a acordat lui Pepin titlul de „patrician al romanilor”. Pepin a intrat cu armata francă în Italia de 2 ori, în anii 754 și 756. Pepin a învins longobarzii – a preluat controlul asupra nordului Italiei – și a făcut papei un cadou: niște proprietăți din fostul Exarhat al Ravennei.
În anul 781 Carol cel Mare a consolidat autoritatea lumească (temporală) a papei asupra următoarelor regiuni: Ducatul Romei (ce a reprezentat baza), Ravenna, Ducatul Pentapolis, bucăți din: Ducatul Benevento, Toscana, Corsica, Lombardia și câteva orașe italienești. Cooperarea dintre papalitate și dinastia carolingiană a atins apogeul în anul 800, când papa Leon al III-lea l-a încoronat pe Carol cel Mare ca „împărat al romanilor”.

### Relația cu Sfântul Imperiu Roman de Națiune Germană
Vezi și: "Regatul Lombardiei".
Natura exactă a relației dintre papi și împărați – și între Statele Papale și Imperiul romano-german – nu a fost clară. Să fi fost Papa un conducător suveran al unui domeniu separat (Statele Papale) în Italia centrală, acest domeniu să fi fost parte a Imperiului franc unde papii au avut un control administrativ (potrivit tratatului "Libellus de imperatoria potestate in urbe Roma" din sec. al IX-lea) sau să fi fost împărații romano-germani vicarii Papei, în timp ce ultimul se ocupa numai de administrarea Romei și de responsabilitățile spirituale ?
Evenimentele din secolul al IX-lea d.C. au amânat conflictul: Sfântul Imperiu Roman (în varianta francă) a fost împărțit între nepoții lui Carol cel Mare. Puterea imperială din Italia a dispărut și prestigiul papalității a scăzut. Din această cauză, puterea nobilimii romane locale a crescut, asta ducând la controlarea Statelor Papale, în cursul secolului al X-lea, de către o familie aristocratică puternică și coruptă (Teofilacti sau conții din Tusculum). Această perioadă a fost, mai târziu, supranumită "obscurum Saeculum" (Era întunecată a papalitații). De fapt, papii n-au putut să-și exercite eficient suveranitatea asupra teritoriilor întinse și muntoase ale Statelor Papale, astfel că regiunea și-a păstrat vechiul sistem de guvernare, divizată în mai multe comitate și marchizate.
După mai multe campanii la mijlocul secolului al X-lea, suveranul german Otto cel Mare a cucerit nordul Italiei; Papa Ioan al XII-lea l-a încununat împărat, iar cei 2 au ratificat "Diploma Ottoniană", prin care împăratul romano-german a devenit garantul independenței Statelor Papale. Cu toate acestea, în următoarele două secole, papii și împărații se certau pe o varietate de probleme și împărații romano-germani adesea tratau Statele Papale ca pe teritoriul lor. Statele Papale au reușit să dobândească o mai mare libertate după Reforma gregoriană, prin care administrația bisericească a scăpat de amestecul imperial. După stingerea dinastiei Hohenstaufen, împărații romano-germani rareori s-au mai amestecat în treburile italienești. Luând seama la conflictul dintre familiile nobiliare Guelfo (pro-papa) și Ghibelline (pro-imperiu), Tratatul de la Veneția din 1177 a pus capăt de tot dependenței politice a Statelor Papale de Sfântul Imperiu. Pe la 1300 d.C., Statele Papale, împreună cu restul principatelor italiene, au fost cu adevărat independente. 

### Papalitatea la Avignon
Vezi: Exilul de la Avignon.
În perioada 1305-1378, papii au locuit în enclava papală de la Avignon, din regiunea franțuzească Provența (de sub controlul direct al suveranilor francezi). Enclava, până la urmă, a fost adăugată Statelor Papale și a rămas așa până ce noile autorități din timpul Revoluției Franceze de tristă amintire au anexat-o înapoi.  
Cât timp papii erau exilați la francezi, marii nobili italieni au profitat de absența suveranilor pontifi, punând mâna pe cetăți ce de drept aparțineau papilor. Pentru a nu-și strica relația cu papalitatea, acești nobili i-au recunoscut oficial autoritatea asupra acelor teritorii, primind în schimb calitatea de vicari ai Bisericii. Nu a durat mult ca multe familii nobiliare să se bată între ele pentru putere, prestigiu și control teritorial. Papii au încercat să intervină, pentru a-i scăpa pe oamenii simpli din Statele Papale de ambițiile și orgoliul aristocraților italieni, ce-au degenerat în conflicte sângeroase și distrugeri, apelând de la conferirea de titluri onorifice până la excomunicare (dar, fără rezultat).
Punctul culminant al procesului de dizolvare al Statelor Papale a fost asasinarea la 1354 a lui Cola di Rienzo (făcut tribun al Romei prin vot popular la 1347, dar dușmănit de familiile rivale Orsini și Colonna). Acest episod a convins papalitatea să-l trimită pe cardinalul Gil de Albornoz (care a primit și calitatea de legat papal) să facă ordine acolo, putând apela la sprijinul condotierilor. Misiunea acestui cardinal a fost încununată de succes. Înainte de a părăsi Italia, după ce a discutat cu vicarii papali, cardinalul de Albornoz a emis culegerea legislativă Constitutiones Sanctæ Matris Ecclesiæ, eliminând harababura juridică locală din Statele Papale cu un fel de cod civil unic, ce a fost pusă în practică până la 1816.        

### Renașterea
În timpul Renașterii teritoriul papal s-a extins considerabil, mai ales sub domniile papilor Alexandru al VI-lea și Iuliu al II-lea. Papa, în această perioadă, în afară că era cel mai important om al Bisericii, mai era și una din cele mai importante personalități politice ale Italiei (semnând tratate cu alți șefi de stat și participând la războaie). De-abia din sec. al XVI-lea avea control efectiv asupra întregii țări, fiindcă, până atunci, multe zone era controlate, de fapt, de prinți cu putere limitată. 
Această perioadă a fost caracterizată de nepotism, ca formă specifică de corupție, prin favorurile și sprijinul acordat de papi, de cardinalii nepoți, precum și de alți aristocrați artiștilor. Statele Papale, ca și alte teritorii italiene, au reușit să găzduiască creații artistice și culturale de valoare inestimabilă.

### Reforma protestantă
Această mișcare spirituală rebelă a început la 1517 (cu toate că alții ar arăta ca semințele revoltei au fost aruncate cu un veac mai devreme, de Jan Hus). Confruntându-se cu pericolul pierderii în iad de nenumărate suflete din cauza ereziilor apărute în: Elveția, Germania, Transilvania, Olanda și Anglia, papii (ajutați de oameni de încredere ai Bisericii Catolice) au depus eforturi considerabile pentru limitarea acelor efecte și chiar înlăturarea lor, cel mai vizibil semn fiind succesul Conciliului de la Trento, pe care l-au pregătit și inițiat.
Tot în această perioadă, teritoriul Statelor Papale au fost teatrul de operațiuni între această țară, pe de-o parte, și romano-germani și spanioli, pe de altă parte, pentru controlul anumitor zone însemnate (Parma, Modena, Ferrara, Urbino, Rimini, Piacenza). Înainte ca Sfântul Imperiu să declare război protestanților, oștenii lui Carol Quintul au devastat și jefuit cetatea Romei și împrejurimile ei în 1527. Cu aceeași împrejurare, împăratul romano-german l-a prins și l-a întemnițat pe Papa Clement al VII-lea. Câțiva ani mai târziu, Filip al II-lea al Spaniei l-a înfrânt în luptă pe papa Paul al IV-lea. 
În sec. al XVIII-lea, Statele Papale au atins expansiunea teritorială maximă, deținând centrul Peninsulei Italice, câteva enclave mai la sud și două în sudul Franței. 

### Era napoleoniană
Revoluția Franceză s-a dovedit dezastruoasă, slăbind considerabil autoritatea spirituală și morală a Bisericii Romano-Catolice în lume și preluând teritoriile papalității din sudul Franței (în 1791 d.C., comitatul Venaissin și localitatea Avignon). Mai târziu, invazia franceză a Italiei din 1796 a condus la confiscarea teritoriilor din nordul Statelor Papale, ele devenind parte a Republicii Cisalpină. 
Doi ani mai târziu, Statele Papale în ansamblu au fost invadate de către forțele revoluționare franceze, care au declarat Republica Romană, condusă de generalul Louis-Alexandre Berthier. Papa Pius al VI-lea a fugit la Siena, apoi a murit în exil la Valence (Franța) în 1799. Statele Papale au fost restaurate în iunie 1800 de Consulat și noul papă, Pius al VII-lea, a revenit la Roma. Dar, francezii lui Napoleon Bonaparte au invadat din nou în 1808 și, de data aceasta, Statele Papale au fost anexate la Franța, devenind departamentele Tibre și Trasimene.
După prăbușirea sistemului napoleonian în 1814, Statele Papale au fost restaurate încă o dată, prin decizia Congresului de la Viena din 1815. 

### Restaurarea și sfârșitul entității
Naționalismul italian a fost amplificat în cursul perioadei napoleoniene, dar a fost stins prin aranjamentele Congresului de la Viena: 
- o mare parte a Italiei nordice a rămas sub orânduirea habsburgilor și a bourbonilor;
- Sardinia-Piemont se afla în mâinile dinastiei de Savoia;
- Statele Papale au renăscut;
- Regatul celor două Sicilii a fost creat, având la cârmă pe bourboni.

Prin înscăunarea Papei Pius al IX-lea (1846-1878), Statele Papale au fost supuse unui proces amplu de refome moderate.
În 1848 d.C., revoluțiile naționaliste și liberale au bântuit prin Europa. Statele Papale au fost din nou, pentru scurt timp (1849), conduse printr-o formulă republicană, forțându-l pe suveranul pontif să părăsească Roma. Numai după intervenția militară a Franței din 1850 papa s-a putut întoarce.
După războiul austro-piemontez din 1859, o mare parte din nordul Italiei a fost unificat sub sceptrul Casei de Savoia, și Giuseppe Garibaldi a condus o revoluție care a răsturnat dinastia Bourbon din Regatul celor Două Sicilii. De teamă că Garibaldi ar stabili un guvern republican în sud, piemontezii trimit o petiție împăratului Napoleon al III-lea al Franței pentru permisiunea de a-și traversa trupele pe teritoriul Statelor Papale, pentru a obține controlul asupra Regatului celor Două Sicilii. Parisul a fost de acord, cu condiția ca Roma să fie ocolită. În 1860, fiindcă o mare parte din Statele Papale a fost deja în rebeliune împotriva autorității politice a suveranului pontif, Regatul piemontez a cucerit două treimi din Statele Papale în luna noiembrie și și-a cimentat controlul la sud. În aceeași lună, regatul unificat al Italiei a fost proclamat oficial.
Statele Papale au fost reduse la Lazio, în imediata vecinătate a Romei, care a fost declarată capitala Italiei în martie 1861, când primul Parlament italian s-a întâlnit la Torino (vechea capitală a Regatului piemontez). Cu toate acestea, guvernul italian nu a putut intra in posesia noii sale capitale, deoarece Napoleon al III-lea ținuse o garnizoană franceză în Roma, în scopul de a-l proteja pe papa Pius al IX-lea. Posibilitatea de a elimina Statele Papale a venit atunci când războiul franco-prusac a început în iulie 1870, și Napoleon al III-lea a trebuit să ia garnizoana lui de la Roma. După prăbușirea celui de-al doilea imperiu francez în Bătălia de la Sedan, demonstrații publice italienești pe scară largă au cerut ca guvernul italian să ia Roma. Regele Victor Emanuel al II-lea a trimis o delegație la papa Pius al IX-lea cu o scrisoare personală, care ar fi permis intrarea pașnică a armatei italiene în Roma, sub pretextul de a oferi protecție papei. Suveranul pontif a refuzat. La data de 10 septembrie 1870, Italia a declarat război Statelor Papale și armata italiană, comandată de generalul Raffaele Cadorna, a trecut frontiera teritoriului papal. Armata italiană a ajuns la zidul lui Aurelian la 19 septembrie și a început asedierea Romei.  Mica armată papală a opus rezistență, apoi a depus armele după ce italienii au reușit să treacă de ziduri, pentru a-i scuti pe civili de vărsarea de sânge (totul la cererea lui Pius al IX-lea). Orașul a fost capturat pe 20 septembrie 1870. Roma și Lazio au fost anexate la Regatul Italiei, ca urmare a unui plebiscit din octombrie.
Puterile catolice nu au venit în ajutorul statului pontifical și suveranul pontif a respins orice înțelegere cu Regatul Italiei ce l-ar fi transformat în cetățean italian (deci, sub controlul direct al autorităților italiene). Papa s-a limitat să acționeze la Palatul Apostolic și la clădirile adiacente acestuia, din Cartierul Leonin, de pe Dealul Vatican. De acolo, Papa a menținut o serie de caracteristici ce aminteau de suveranitate, cum ar fi relațiile diplomatice (în conformitate cu dreptul canonic catolic). În anii 1920, noul papă, Pius al XI-lea, a renunțat la cea mai mare parte a teritoriilor sale, iar prin Tratatul de la Lateran cu Italia, semnat la 11 februarie 1929, a fost recunoscut statul nou Vatican, care formează teritoriul suveran actual al Sfântului Scaun. De asemenea, Vaticanul a fost despăgubit, într-o oarecare măsură, pentru pierderile teritoriale. 

## Instituții
- Numele la plural "Statele Papale" indică diferitele componente regionale, de obicei fostele teritorii independente, cu identitatea acestora păstrată în conformitate cu legea papală. Papa a fost reprezentat în fiecare provincie de către guvernator (ca și în fostul principat al Benevento, Bologna, Romagna și Ancona), fie de un legat papal (ca și în fostul ducat Pontecorvo și în Campagna).
- Forțele de poliție, cunoscute sub numele de sbirri ("Polițiști" în argoul italian modern), au fost încartiruite în case particulare. În mod normal, practica de ocupație militară a avut o aplicare destul de riguroasă.
- Pentru apărare a Statelor Papale împotriva Statului italian, incipient în ultimii ani de autonomie teritorială papală, o organizație internațională catolică, "Zuavii pontificali" (un fel de infanterie inființată după modelul colonial francez, imitînd tipul lor de uniforme), a fost creat și a luptat de multe ori cu mare curaj împotriva unor cote superioare de bărbați și echipamente militare.